# 멱함수

멱함수의 그래프

수학에서 멱함수(冪函數, 영어: power function)는 거듭제곱의 지수를 고정하고 밑을 변수로 하는 함수이다.

## 정의
멱함수는 다음과 같은 꼴의 실수 또는 복소수 함수이다.
{\displaystyle f(x)=cx^{\alpha }}

## 성질

### 정의역·치역
편의상 {\displaystyle c=1}이라고 하자. 실수 멱함수 {\displaystyle x^{\alpha }}의 정의역과 치역은 다음과 같다.
| 지수                                                        | 정의역         | 치역           | 예시                          |
| ----------------------------------------------------------- | -------------- | -------------- | ----------------------------- |
| 분모와 분자가 홀수인 양의 기약 분수 (특히, 양의 홀수)       | 전체 실수      | 전체 실수      | {\displaystyle x^{1/3}}       |
| 분모가 홀수, 분자가 짝수인 양의 기약 분수 (특히, 양의 짝수) | 전체 실수      | 음이 아닌 실수 | {\displaystyle x^{2/3}}       |
| 0                                                           | 0이 아닌 실수  | 1              | {\displaystyle x^{0}}         |
| 분모와 분자가 홀수인 음의 기약 분수 (특히, 음의 홀수)       | 0이 아닌 실수  | 0이 아닌 실수  | {\displaystyle x^{-1}}        |
| 분모가 홀수, 분자가 짝수인 음의 기약 분수 (특히, 음의 짝수) | 0이 아닌 실수  | 양의 실수      | {\displaystyle x^{-2}}        |
| 분모가 짝수인 양의 기약 분수                                | 음이 아닌 실수 | 음이 아닌 실수 | {\displaystyle x^{1/2}}       |
| 기약 분모가 짝수인 음의 기약 분수                           | 양의 실수      | 양의 실수      | {\displaystyle x^{-1/2}}      |
| 무리수                                                      | 양의 실수      | 양의 실수      | {\displaystyle x^{\sqrt {2}}} |

### 미적분
멱함수 {\displaystyle x^{\alpha }}의 도함수는 다음과 같다. 이를 멱의 법칙이라고 한다.
{\displaystyle (x^{\alpha })'=\alpha x^{\alpha -1}}
멱함수 {\displaystyle x^{\alpha }}의 부정적분은 다음과 같다.
{\displaystyle \int x^{\alpha }dx={\begin{cases}\textstyle {\frac {x^{\alpha +1}}{\alpha +1}}+C&\alpha \neq -1\\\ln x+C&\alpha =-1\end{cases}}}

### 테일러 급수
멱함수 {\displaystyle (1+x)^{\alpha }}의 테일러 급수 전개는 다음과 같다.
{\displaystyle (1+x)^{\alpha }=\sum _{n=0}^{\infty }{\frac {\alpha (\alpha -1)\cdots (\alpha -n+1)}{n!}}x^{n}}

## 같이 보기
- 멱법칙(power law)